# Роман о человеческом предназначении
Роман про человеческое предназначение (укр. «Роман про людське призначення») — роман-эпопея украинской писательницы Эммы Андиевской. Сюжет романа является фантастично-химерным и рассказывает истории жизни украинцев, которые оказались в эмиграции. Автор писала этот роман на протяжении десяти лет с 1970 по 1980 год. Произведение отличается ироничностью и длиной предложений, которые достигают многих страниц. Оригинальная стилистика и неординарный сюжет Романа про человеческое предназначение отмечались и исследовались известными литературоведами Даниилом Гузар-Струком, Юрием Шевелёвым и Иваном Физером. Роман издавался дважды: в 1982 году мюнхенским издательством «Современность» и в 1992 году киевским издательством «Орий» при УКСП «Кобза».
В 1984 году автор получила за этот роман литературную премию Фонда Татьяна и Емельяна Антоновичей.

## Особенности произведения

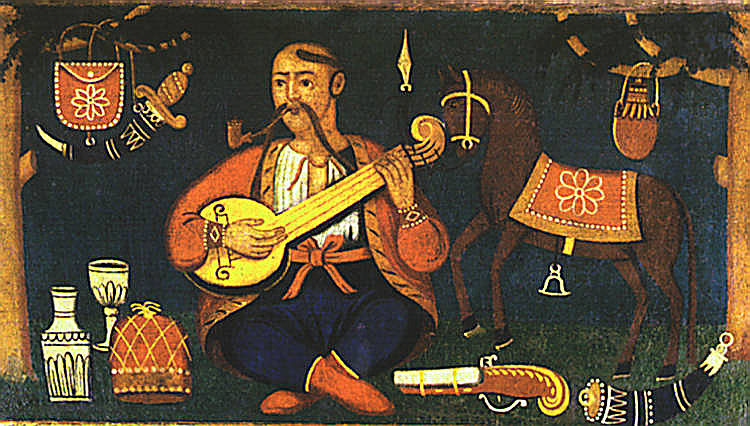
Одним из главных героев роману является Дзиндра, который выступает в образе характерника казака Мамая.

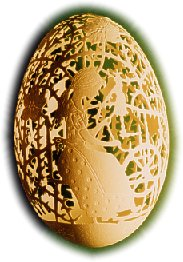
Много магических предметов и превращений в романе объединяет форма яйца.

В романе описаны события, происходившие в Украине и среди украинской диаспоры в разных странах мира. Исторические личности, известные среди украинской диаспоры, часто угадываются в романе. Среди прочего, это Василь Барка, Иосиф Слипый, Яков Гнездовский, Григорий Крук, Богдан Сташинский, Иосиф Гирняк, Иванка Винников, Мария Дольницкая, Владимир Кубийович и его жена Дарья Сияк, Валентин Мороз и лаосский принц, женившийся на украинке .
Места событий находятся по всему миру: Мюнхен, Нью-Йорк, Новая Зеландия, Пенсильвания, Хуст, Прага, Рим и др. При этом практически все действующие лица являются украинцами, за отдельными исключениями. Роман отмечается чрезвычайно большим количеством персонажей, их число превышает 500. Также длина предложений в романе типично достигает нескольких страниц.

## Магические предметы и события в романе
Среди героев немало таких, которые имеют особые способности. Таким является Дзиндра, бессмертный характерник и автор теории зеркал, благодаря которой можно проходить сквозь стены. Особенный статус в романе имеет также изобретатель-бездомник Иван Безручко. Он появляется, чтобы вмешиваться в судьбу героев як высшая сила. Подобно героям произведений Кастанеды, Безручко также припасает своё прошлое. Безручко никогда не оставляет свою гусыню-аиста Юнону, которая способна говорить на латыни и поглощает змей. Действующими лицами произведения также являются такие мифологические персонажи, как Виктор Платонович Кентавр, являющийся патриотом Украины, небольшой Сфинкс и Нептун. В романе есть несколько алхимиков, один из которых воскрешает персонажа Евгения Пошелюжного. Некоторые герои способны проходить сквозь стены, ездить на молнии и видеть будущее.
В тексте помимо разного рода превращений и видений, персонажи используют некоторые магические предметы, которыми пользуются герои романа. Детально описано использование следующих вещей:
- Таз Безручко
- Колесо судьбы у Безручко
- Зеркало-луч из чугуна, похожее на яйцо, используемое Дзиндрой
- Чаша с кровью Господней в Киевских печерах
- Мягкий алмаз
- Катушки времени
- Шкаф-товарищ Верети
- Маска зла Бодана Чапли
- М’який діамант
- Котушки часу
- Шафа-товариш Верети
- Лускавка зла Бодана Чаплі
- Огниво Цизьо

## Тема украинского человека в романе
Роман имеет резко антиимперский характер. Советская власть и россияне часто называются «единонеделимниками», «осчастливителями человечества», которые пытаются вытеснить украинцев «на собственной не своей земле». Сталин в романе назван «Йоськой», а Ленин — «бородачом».
Согласно исследователю романов Андиевской, О. Смерек, в романе сделана попытка создания мифа Украины. Эпиграфом к произведению избраны слова Тараса Шевченко: «… Возвеличу малых этих рабов немых!» Центр земли в романе находится в Киеве на Крещатике. Киев назван вечным городом:
...Киев ни на йоту не уступал ни единому вечному городу - Киев выдержал, и неизвестно, выдержал бы Рим, если бы в нём триста лет просидели старшие браточки...
Подобным образом мифологически важным представляется украинская национальная символика (герб и гимн). Например, в одном из эпизодов Нептун с тризубом выкрикивает «Ще не вмерла Україна!»
В романе представлена широкая картина людей всех слоёв населения и профессий среди украинских эмигрантов. Этот спектр персонажей включает в себя от работников на фермах и стройках до профессоров, артистов и изобретателей. Также герои принадлежат разным поколениям украинцев, которые уже родились за рубежом и переживают изменения или же сохранение собственной национальной идентичности.

## Сюжет романа
Сюжет романа складывается из историй жизни или жизненных эпизодов многих его персонажей. Истории перетекают друг в друга со вспоминания следующего героя. Юрий Шевелёв назвал это произведение антироманом и «романом-рекой». С большинством героев происходят сказочные и мистические события, описываемые присущим для автора сюрреалистическим стилем.
Роман начинается разговором двух ангелов-хранителей о человеческом предназначении. Ангелы стоят в кругу.
Архитектор Фёдор встречается с изобретателем и бездомным Иваном Безручко. Безручко никогда не расстаётся со своим таинственным изобретением, которое хранится в металлическом тазу. Изобретение Безручко имеет отношение к Украине. Его также всегда сопровождает гусыня-аист Юнона, способная разговаривать на латыни и проглатывать змей. Действие романа начинается в Мюнхене, на что указывают упоминания таких мест, как: Штарнберг, Мариенплац, Азамкирхе и Английский парк. Безручко это единственный персонаж, который появляется на протяжении всего романа, а Фёдор снова упоминается в конце романа.
Похожим на Безручко магическим лицом становится бессмертный Дзиндра, автор теории зеркал из XV века.
Особенными способностями наделён также знакомый Фёдора Тарас Нагорный. Он способен проходить сквозь стены и у него светятся глаза.
Рафаэль Микель-Анджело Халява является самоуверенным музыкальным гением, пращуры которого пытались подделать собственное происхождение, чтобы оно выглядело древним.
Следующим в действие вводится Иван Долинник, очень одарённым от природы. Иван является близким другом Богдана Биланюка.
Значительная часть повести посвящена профессору Олегу Кондратьевичу Сороке. Происходя из Восточной Украины, он заинтересовался собственной украинской идентичностью.
Роман заканчивается снова разговором двух ангелов, ведущих беседу про возможность Страшного Суда.

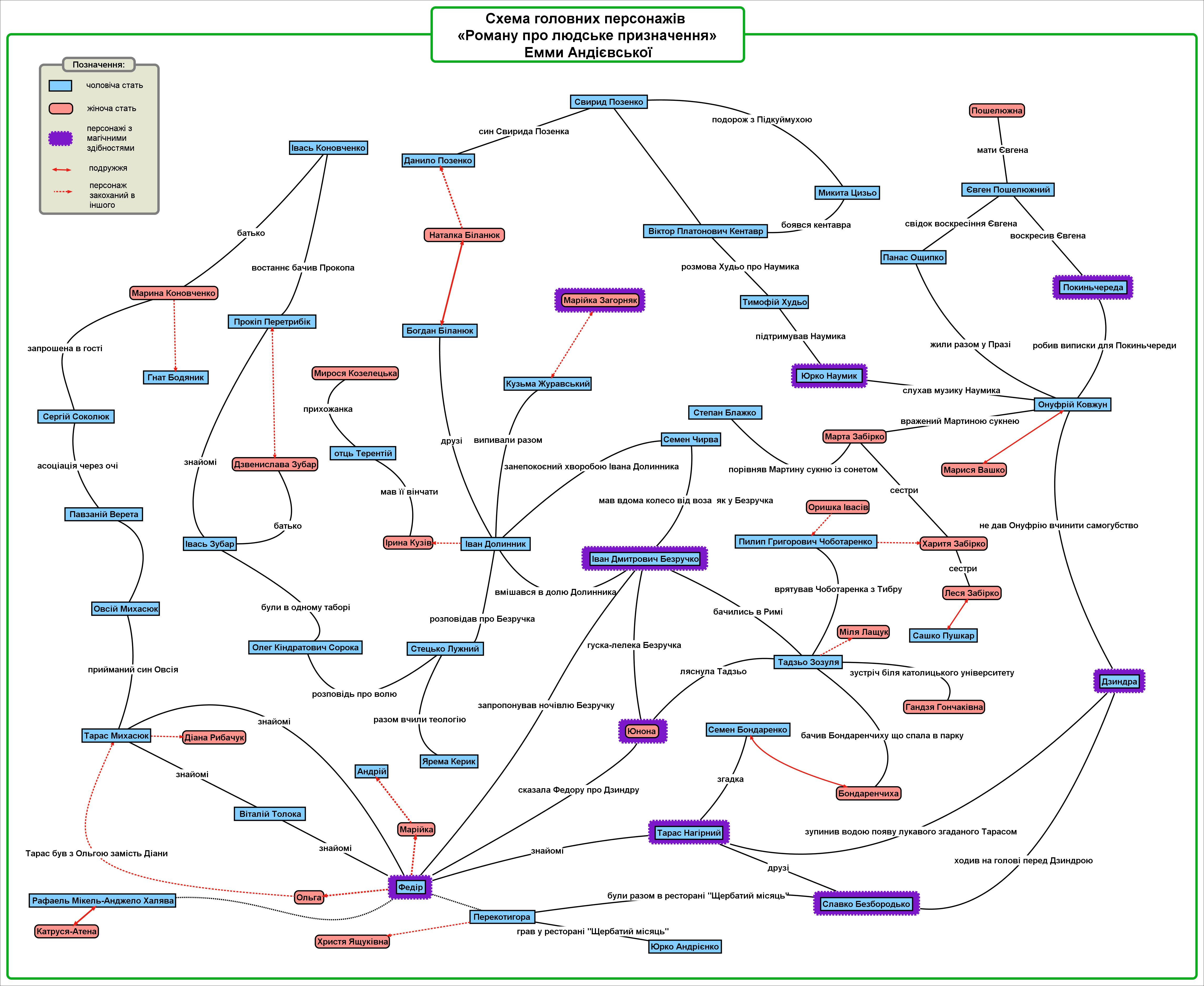
Схема главных персонажей и связей между ними в «Романе про человеческое предназначение» Эммы Андеевской.